# Huilong (köping i Kina, Sichuan, lat 30,30, long 103,69)
Huilong (kinesiska: 回龙镇, 回龙) är en köping i Kina. Den ligger i provinsen Sichuan, i den sydvästra delen av landet, omkring 53 kilometer sydväst om provinshuvudstaden Chengdu.
Genomsnittlig årsnederbörd är 1 367 millimeter. Den regnigaste månaden är juli, med i genomsnitt 383 mm nederbörd, och den torraste är januari, med 12 mm nederbörd.